# 達倫·索托

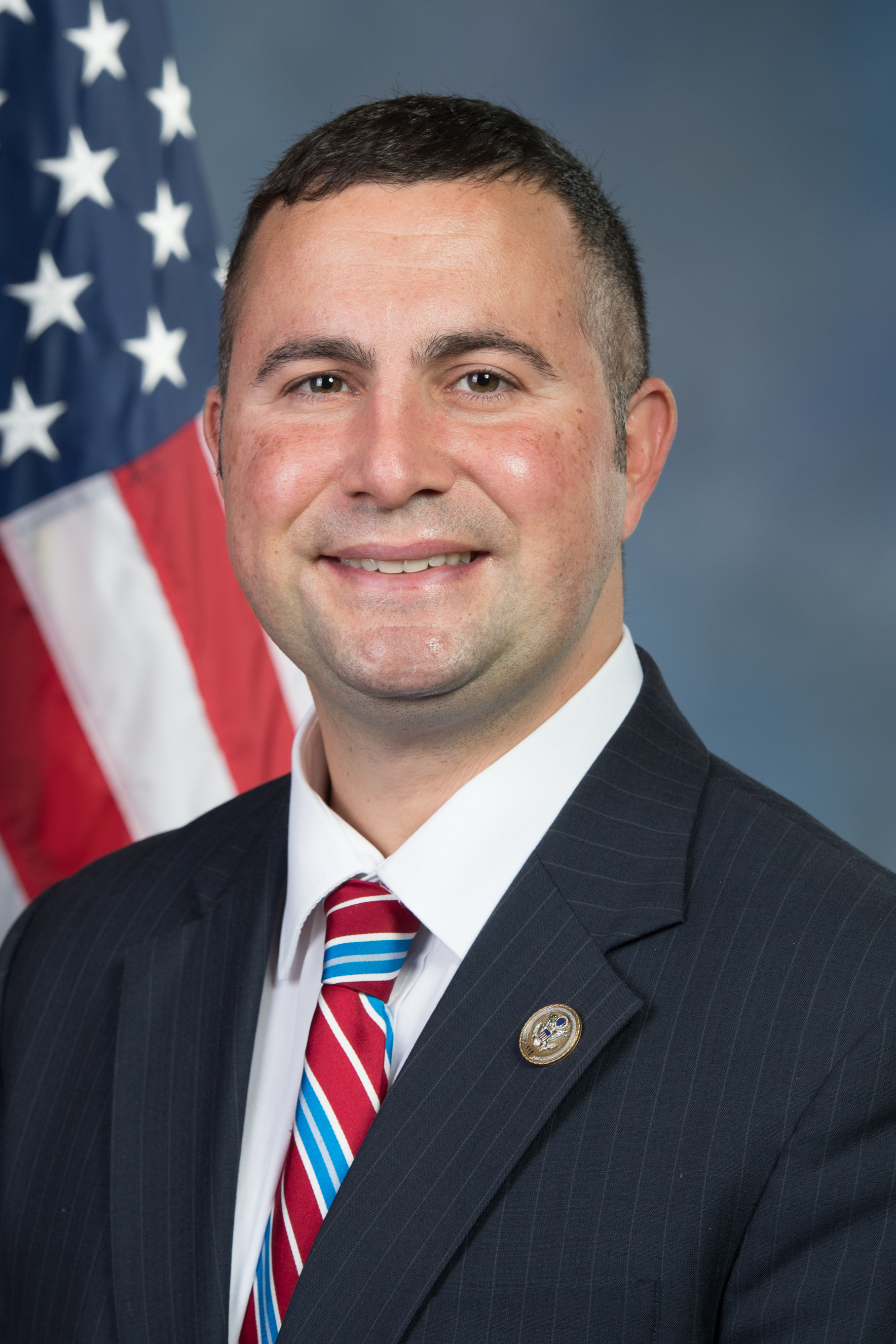

達倫·索托（英語：Darren Soto；1978年2月25日—）是美國佛羅里達州的一位民主黨政治家。2016年，他當選為佛羅里達第9國會選區的美國眾議院議員。在當選國會議員之前，他曾經擔任四年佛羅里達州參議員和五年佛羅里達州眾議員。